# Странный (фильм)
«Странный» (англ. The Strange One) — фильм нуар режиссёра Джека Гарфейна, который вышел на экраны в 1957 году.
В основу фильма положена пьеса Колдера Уиллингема (англ. Calder Willingham) «Конец как человека» (англ. End as a Man), написанная им по собственному одноимённому роману 1947 года. Фильм рассказывает о психопатическом курсанте-старшекурснике Южного военного колледжа Джоко Де Пэрисе (Бен Газзара), который с помощью своих прислужников, курсантов Гарольда Ноубла (Пэт Хингл) и Роджера Гэтта (Джеймс Олсон) издевается над курсантами младших курсов. Попытки майора Эйвери (Ларри Гейтс) вывести Джокко на чистую воду срываются из-за изворотливости последнего и «кодекса чести» среди курсантов, предписывающего не доносить на своих товарищей. Когда Джоко удаётся отомстить Эйвери, сначала добившись увольнения его сына, а затем поставить на грань увольнения и самого майора, молодой курсант Роберт Маркейс (Джордж Пеппард) открыто выступает против Джоко, объединяя вокруг себя многих других недовольных курсантов. Фильм затрагивает такие острые для кино своего времени темы, как дедовщина в армии и гомосексуализм.
Фильм является экранизацией пьесы, которая шла на Бродвее в сезоне 1953—1954 годов также в постановке Джека Гарфейна. Ряд актёров из бродвейской постановки, среди них Бен Газзара, Пэт Хингл, Питер Марк Ричман и Артур Сторч, сыграли в фильме те же роли, что и на сцене. Почти все актёры и технический состав представляли знаменитый театральных коллектив «Актёрская студия» из Нью-Йорка.
Фильм стал дебютным для таких известных впоследствии актёров, как Бен Газзара, Джордж Пеппард и Джули Уилсон.

## Сюжет
Вечером после отбоя в кампусе Южного военного колледжа двое курсантов-старшекурсников — Джоко де Пэрис (Бен Газзара) и Гарольд Ноубл (Пэт Хингл) — заходят в комнату к двум курсантам начальных курсов Симмонсу (Артур Сторч) и Роберту Маркейсу (Джордж Пеппард). Продемонстрировав над ними свою власть, Джоко затем заявляет, что пришёл с целью организовать карточную игру, в которой примет участие ещё один старшекурсник, недалёкий Роджер Гэтт (Джеймс Олсон), который является звездой футбольной команды колледжа. Ноубл убеждает ребят, что это всего лишь безобидный розыгрыш, и те нехотя вынуждены подчиниться старшим. Вскоре появляется Гэтт, и начинается игра, при этом Джоко достаёт две бутылки виски, приказывая Симмонсу следить за тем, чтобы стакан Гэтта не пустовал. Вскоре Гэтт напивается и начинает вести себя агрессивно. С подачи Джоко он хватает метлу и начинает бить ей Симмонса. На шум просыпается Джорджи Эйвери (Джеффри Хорн), курсант, отец которого служит в колледже в звании майора. Некоторое время назад майор Эйвери наказал Джоко за нарушение дисциплины, и теперь Джоко решил поквитаться с ним. Джорджи направляется к отцу, который к эту ночь дежурит в кампусе, и сообщает ему о шуме. Вдвоём они заходят в комнату как к молодым курсантам, так и к Джоко, однако все делают вид, что мирно спят. Усомнившись в истории сына, майор отправляется в свой кабинет. Как только Эйвери-старший уходит, курсанты вскакивают со своих коек, а Роджер выбирается из укрытия в туалете. Снова начинается возня, и когда в комнату забегает Джордж, Джоко направляет на него разбушевавшегося Роджера, который избивает парня. На следующее утро во время построения во дворе курсанты видят лежащего у дерева Джорджи с синяками и кровоподтёками, вокруг которого разбросаны бутылки. Старший офицер колледжа, полковник Клифф Рэйми (Клифтон Джеймс) вызывает Джоко к свой кабинет, сообщая, что Джорджи обвинил его в нападении на себя. Джоко отвечает, что, видимо, в последнее время был слишком строг к Джорджи, в результате у того развился комплекс, что он его якобы преследует. На самом деле, ничего такого не было, и Джорджи просто напился и упал с лестницы. Полковник говорит, что сомневается, что Джорджи был пьян, но тем не менее, он направил кровь Джорджи на экспертизу. И если выяснится, что алкоголя в крови Джорджи нет, то будет очевидно, что это было спланированное нападение. Вскоре перед строем объявляют о том, что Джорджи исключён из колледжа.
Маркейс, который только несколько месяцев назад поступил в колледж, расстроен произошедшим и тем, что вынужден был принять в этом участие. Джоко не сомневается в том, что Симмонс будет обо всём молчать, но он опасается на счёт Маркейса и и посылает Гарольда поговорить с ним. Гарольд даёт Маркейсу понять, что если тот заговорит, то пострадает не только Джоко, но и многие порядочные курсанты, в том числе, и он сам. Маркейс не решается рассказать обо всём начальству, опасаясь своего отчисления, после чего Симмонс, который боится Джоко, тем не менее упрекает Маркейса в трусости и лицемерии. В комнату к ним заходит Джоко, заставляя Симмонса чистить свои ботинки, а Маркейса — чистить свою парадную саблю. В разговоре Джоко издевается над страхом Симмонса перед женщинами, заявляя, что организовал для него свидание, чтобы преодолеть его слабость. Не зная как выкрутиться из ситуации, Симмонс в панике выдумывает, что в честь своего кузена-капеллана, который погиб на войне, решил пойти по его стопам и потому принял обет безбрачия. Джоко однако легко разоблачает ложь Симмонса и приказывает ему этим вечером явиться в местное кафе, где у него будет свидание с девушкой по имени Роузбад (Джули Уилсон). Вскоре после этого майор Эйвери вызывает Симмонса и Маркейса в свой кабинет, приказывая им рассказать, что произошло ночью с Джорджи на самом деле, однако оба курсанта заявляют, что спали и ничего не слышали. Эйвери понимает, что они что-то знают, но пресловутый «кодекс чести» не позволяет им донести на своего товарища. Так ничего не добившись, Эйвери их отпускает, после чего разъярённый Маркейс заходит в комнату к Джоко и, нарушая всякую субординацию, заявляет, что если тот ещё хоть раз позволит себе втянуть его в свои грязные дела, что он свернёт ему шею. Вечером курсант Перрен Макки по кличке «Таракан» (Пол Ричардс), который явно не равнодушен к Джоко, говорит ему, что видел, как прошлой ночью тот через резиновую трубку залил виски в горло Джорджи. Затем он рассказывает, что ощущает в себе писательский дар и в данный момент пишет биографию Джоко, читая ему фрагмент, в котором без упоминания имён описываются события прошлой ночи. Хотя Перрен вызывает у Джоко отвращение, особенно, когда нежно берёт его за руку, ДЖоко вынужден терпеть его присутствие. Тем же вечером Джоко приводит Роузбад в курсантское кафе на свидание с Симмонсом, который спрятался на втором этаже. Когда Джоко издевательски начинает их знакомить, появляется патруль, объявляющий об аресте Джоко, препровождая его в кабинет майора Эйвери.
Безуспешно попытавшись подловить Джоко на его нарушениях по службе, Эйвери затем извлекает резиновую трубку, которую нашли в шкафчике Джоко. Утверждая, что в трубке обнаружены следы виски, майор заявляет, что именно с помощью этой трубки Джоко залил в горло его сына алкоголь, когда тот был в бессознательном состоянии. Джоко однако отвечает, что не делал этого, а если бы и сделал, то тщательно бы вымыл трубку перед тем, как положить её в свой шкафчик, так что слова майора — это блеф. Когда же Джоко говорит Эйвери, что тому не стоит искать врагов на стороне, а надо было лучше воспитывать собственного сына, майор не выдерживает, и называя Джко лжецом, несколько раз бьёт его по лицу, что видят многие собравшиеся у дверей кабинета курсанты. Уходя, удовлетворённый Джоко говорит Гарольду, что теперь уволят и майора. Услышав эти слова, разгневанный Маркейс направляется к Роджеру, предлагая ему объединиться с другими курсантами и рассказать правду о Джоко. Хотя Роджер боится исключения, но всё же соглашается встретиться с теми, кто был тем вечером, чтобы обсудить ситуацию. Во время встречи Маркейс говорит о том, что они все ведут себя как трусы, когда молчат о том, что делает Джоко и позволяют ему себя использовать. Утверждая, что школа тоже виновата в том, что такие, как Джоко в ней процветают, он убеждает остальных рассказать их историю соседу Роджера по комнате, курсанту-полковнику Коргеру (Питер Марк Ричман).
Ничего не подозревающий Джоко снова приводит Роузбад в кафе для знакомства с Симмонсом. К нему подходит Маркейс, говоря, что курсанты хотят поговорить с ним на втором этаже. Видя, что выход из кафе перекрыли другие курсанты, Джоко вынужден подняться наверх, где собралось несколько десятков курсантов. В их присутствии Коргер даёт Джоко бумагу, в которой от его имени изложено признание того, что реально произошло ночью с Джорджи. Джоко утверждает, что у него нет свидетелей, тогда Коргер приглашает в комнату Роджера, Маркейса, Симмонса и Гарольда, которые подтверждают изложенное в бумаге. Джоко пытается выкрутиться, заявляя, что это была просто шутка, однако Коргер, намекая на возможность применения силы, заставляет Джоко подписать признание. После этого курсанты хватают Джоко, заталкивают его в машину и вывозят в глухое место поблизости от железнодорожных путей, после чего завязывают ему глаза. Услышав гудок приближающегося поезда, Джоко решает, что курсанты хотят бросить его под колёса железнодорожного состава, умоляя сохранить ему жизнь. Когда поезд останавливается, курсанты заталкивают беспомощного, запуганного Джоко в последний вагон и уходят. Когда поезд трогается, Джоко снимает с глаз повязку и выбегает в конец состава, в ярости крича курсантам: «Я ещё вернусь! Я ещё доберусь до вас, парни! Так нельзя было поступать с Джоко де Пэрисом!»

## В ролях
- Бен Газзара — сержант-курсант Джоко Де Пэрис
- Пэт Хингл — курсант Гарольд Ноубл
- Питер Марк Ричман — курсант-полковник Лори Коргер
- Артур Сторч — курсант Симмонс
- Пол Ричардс — курсант Перрин Макки
- Ларри Гейтс — майор Джордж Эйвери-старший
- Клифтон Джеймс — полковник Рэйми
- Джеффри Хорн — курсант Джордж Эвери-младший
- Джеймс Олсон — курсант Роджер Гэтт
- Джули Уилсон — Пиони, или «Роузбад»
- Джордж Пеппард — курсант Роберт Маркейс

## Создатели фильма и исполнители главных ролей
Сэм Шпигель был одним из самых авторитетных продюсеров Голливуда. Он получил свой первый «Оскар» как продюсер фильма Элии Казана «В порту» (1954), а в момент создания этого фильма параллельно работал над картиной Дэвида Лина «Мост через реку Квай» (1957), за которую также был удостоен «Оскара». Позднее Шпигель получил ещё один «Оскар» за совместный фильм с Лином «Лоренс Аравийский» (1963), а также номинировался на «Оскар» за фильм «Николай и Александра» (1971).
Кан написал в «Нью-Йорк таймс» историк кино Нил Генцлингер, режиссёр фильма Джек Гарфейн, уроженец Мукачево, «переживший Холокост, стал в США признанным режиссёром, продюсером и преподавателем актёрского мастерства, работая с некоторыми из величайших актёров и драматургов своего времени». По словам журналиста, в 1950-е годы Гарфейн был ключевой фигурой Актёрской студии на Манхэттене, когда она привлекла к себе внимание построением актёрской игры по методу, разработанному К. С. Станиславским. Впервые Гарфейн «обратил на себя широкое внимание в 1953 году как постановщик на бродвейской сцене спектакля „Конец как человека“ по пьесе Колдера Уиллингема». На тот момент Гарфейну было всего 23 года, и он приехал в Нью-Йорк всего за семь лет до этого, не зная ни слова по-английски. Как пишет Генцлингер, «это был потрясающий старт карьеры, которая включила ещё пять бродвейских спектаклей, которые он сделал в качестве продюсера или режиссёра, а также бесчисленные спектакли вне бродвейской сцены. Гарфейн сыграл главную роль в открытии филиала Актёрской студии на Западном побережье в 1966 году». Кроме того, он внёс большой вклад в становление таких кинозвёзд, как Бен Газзара, Джордж Пеппард и Стив Маккуин, и у него «могло бы быть более существенное собственное кинорезюме», однако после этой картины он поставил всего один фильм — драму «Что-то дикое» (1961).
По словам историка кино Денниса Шварца, «уникальным этот фильм делает то, что он снимался почти исключительно актёрским составом и техническим персоналом Актёрской студии», в частности, «актёры Бен Газзара, Артур Сторч, Пэт Хингл и Пол Е. Ричардс повторили в фильме свои роли из бродвейского спектакля». По информации Американского института киноискусства, «как для режиссёра Джека Гарфенйа, который поставил пьесу на Бродвее, так и для актёров Хингла, Газзары, Джорджа Пеппарда, Джеффри Хорна и Джули Уилсон этот фильм стал дебютным».
Бен Газзара сыграл впоследствии главные или значимые роли в таких фильмах, как судебная драма Отто Премингера «Анатомия убийства» (1959), драмы Джона Кассаветиса «Мужья» (1970), «Убийство китайского букмекера» (1976) и «Премьера» (1977), а также в триллеры «Каморрист» (1986), «Испанский узник» (1997) и «Афера Томаса Крауна» (1999).
Джордж Пеппард сыграл главные или значимые роли в таких романтических мелодрамах, как «Домой с холма» (1960), «Завтрак у Тиффани» (1961), драма «Воротилы» (1964), а также военные фильмы «Операция „Арбалет“» (1965), «Голубой Макс» (1966) и «Тобрук» (1967).

## История создания и проката фильма
В основу фильма положена пьеса писателя и драматурга Колдера Уиллингема «Конец как человека» (англ. End as a Man), написанная им по собственному одноимённому роману 1947 года. Пьеса с успехом шла на бродвейской сцене в сезоне 1953—1954 годов.
Продюсер Сэм Шпигель заинтересовался этой постановкой, решив сделать на её основе фильм высокого уровня. Он хотел взять Элию Казана в качестве режиссёра и Джеймса Дина в качестве исполнителя главной роли, однако не получил от них согласия на участие в этом проекте. Тогда Шпигель решил сделать малобюджетный фильм, взяв в качестве режиссёра Джека Гарфейна, который поставил пьесу на Бродвее, а также «дав старт нескольким членам Актёрской студии, которые играли в бродвейской постановке».
Рабочими названиями фильма были «Конец как человека» (англ. End as a Man) и «Молодой» (англ.  The Young One). Фильм был произведён в период июля-августа 1956 года. Согласно информации «Голливуд репортер» от июля 1956 года, натурные съёмки картины проходили в гуманитарном колледже Rollins College в Уинтер-Парке, Большой Орландо, Флорида, и в военном колледже The Citadel в Чарлстоне, Южная Каролина. Интерьерные съёмки проходили в Shamrock Studios в Уинтер-Парке.
Исполнитель главной роли Бен Газзара в своей автобиографии «В момент: моя жизнь как актёра» (англ. In the Moment: My Life as an Actor) следующим образом вспоминал работу над фильмом: «Гарфейн как кинорежиссёр удивил меня. Это был первый фильм для всех нас, но он чувствовал себя особенно комфортно и уверенно. Было двое актёров, которые не участвовали в постановке Актёрской студии — молодой и красивый Джордж Пеппард, о котором я до того момента никогда не слышал, который заменил Уильяма Смитерса (англ. William Smithers), а также Джеймс Олсон, который играл тупого футболиста, которого так хорошо в спектакле играл Альберт Салми. Джек смог сделать так, что оба актёра вписались идеально. Пеппард привнёс невинность и ранимость в свою роль, что помогло истории, а Олсон добился юмора в тех же местах, что и Салми. Артур Сторч, который играл мишень для всех оскорблений и дедовщины, сделал дополнительный шаг, вставив себе специальную пластину из щербатых зубов. На сцене он не использовал такого визуального средства, чтобы показать внешнюю непривлекательность своего персонажа, но было решено, что в фильме это хорошо сработает. Так оно и было. Комичный образ Пола Ричардса как гомосексуалиста, который пишет книгу о Джоко, был хорош как всегда. И мой подручный Пэт Хингл с его боязнью нарушить протокол, в фильме сыграл даже лучше, чем на сцене».
Производство и дальнейшая судьбы фильма однако столкнулось с проблемами, которые, по мнению историка кино Денниса Шварца, отчасти происходили от того, «что режиссёр Джек Гарфейн не смог найти общий язык с навязчивым продюсером, и однажды просто выгнал его из съёмочного павильона».. Как написал киновед Пол Татара, «поначалу Гарфейн установил тесные отношения со Шпигелем, но затем продюсер совсем перестал ему нравиться». В частности, Шпигель был недоволен открытым финалом картины, и кроме того считал Уиллингема «многословным занудой», а Уиллингему в свою очередь не нравился Шпигель. Как пишет Татара, во время съёмок Гарфейна очень раздражали неожиданные появления Шпигеля на съёмочной площадке, сопровождавшиеся раздражительными комментариями. Гарфейн обратился за советом к авторитетному режиссёру Джорджу Стивенсу, как бы тот поступил в подобной ситуации. Стивенс посоветовал просто выгнать продюсера со съёмочной площадки. В итоге однажды во время съёмок, не выдержав очередного появления Шпигеля, Гарфейн попросил его удалиться из павильона, «чем полностью настроил Шпигеля против себя». Как написал Газзара, «месть Сэма была продолжительной и с далеко идущими последствиями». После завершения съёмок Шпигель забрал фильм у Гарфейна, который не успел сделать окончательный монтаж и наложить музыку.
Затем «под влиянием цензуры были удалены несколько ключевых сцен на тему гомосексуализма», после чего, по словам Татары, «изначальное видение картины Гарфейном было изменено до неузнаваемости». Согласно информации Daily Variety, Администрация производственного кодекса предписала удалить три минуты фильма, касающиеся темы гомосексуализма, на том основании, что это «нарушает правила, запрещающие сексуальные извращения или любые намёки на них». Хотя в фильме нет явного указания на гомосексуализм, через весь фильм проходит скрытый гомосексуальный подтекст, присутствовавший также и в пьесе, и романе. По словам историка кино Хэла Эриксона, «создателям фильма удалось обойти цензуру, удалив три минуты якобы оскорбительных кадров и сделав самого откровенно гомосексуального персонажа фильма скользким, отвратительным подонком (другой неявно выраженный гомосексуальный персонаж, которого играет Артур Сторч, изображен просто слабым и забитым)».
Как далее пишет Газзара, тем не менее, «это был хороший фильм, очень хорошо сделанный, но карьера Джека (Гарфейна) очень серьёзно пострадала от его стычки с Сэмом. Он связался не с тем человеком, и пострадали от этого все мы. Сэм не приложил никаких усилий к продвижению нашего фильма. Такое впечатление, что он пытался не делать ничего, что могло бы помочь Джеку добиться успеха. Не было проведено никакого рекламного приёма для гостей, никаких показов для тех, кто формирует общественное мнение. Я даже не помню, чтобы дал хоть одно интервью. Была лишь небольшая рекламная заметка в „Нью-Йорк таймс“». По словам Шварца, Шпигель «саботировал собственный фильм, отказавшись продвигать его, в результате чего тот слабо выступил в прокате».
Премьера фильма состоялась 27 марта 1957 года в Лос-Анджелесе, в прокат фильм вышел в мае 1957 года. Хотя, по словам Татары, после премьеры в Нью-Йорке фильм получил достойные отзывы критики, однако в прокате показал себя слабо. Одновременно, по словам Газзары, «состоялась премьера в Лондоне с потрясающими отзывами, которые были адресованы как фильму в целом, и в особенности моей игре. Многие люди в Англии шли на фильм, однако это нам совсем не помогло в США».

## Различия между фильмом и исходным материалом
По информации Американского института киноискусства, между фильмом и исходным материалом (роман и пьеса) есть некоторые существенные различия. В частности, и в пьесе, и в романе Джоко де Пэрис является сыном влиятельного человека, гнева которого боится руководство колледжа. Как в пьесе, так и в романе именно руководство колледжа, а не курсанты, избавляется от Джоко. На эти моменты обратил внимание также и критик «Нью-Йорк таймс» Босли Краузер, отметивший, что изменения, которые наиболее ослабили фильм по сравнению с исходным материалом, появляются в конце. «Вместо того, чтобы показать, как руководство колледжа решило возникшую проблему, в фильме интригана изгоняет группа добровольных защитников порядка, которую тайно собрали кадеты», что, по словам Краузера, «сопоставимо, и не без оснований, с методами Ку-клукс-клана». Краузер также обратил внимание на то, что «гомосексуальная тема, столь сильная в пьесе, здесь получает лишь осторожный намёк», а также на отсутствие «сцены избиения пьяной и беспомощной футбольной звезды». Кроме того, как отмечено на сайте Американского института киноискусства, такого персонажа, как Роузбад нет ни в пьесе, ни в романе. Как предполагает киновед Хэл Эриксон, Уиллингем ввёл с сценарий фильма «ненужный персонаж девушки для развлечений по имени Роузбад из коммерческих соображений». По мнению Краузера, этот «сюжет с развращением мальчика проституткой набросан лишь в общих чертах в слабой сцене». В целом же, по словам Краузера, в фильме «настолько многое опущено из того, что было в романе и в пьесе, что социальная критика истории мистера Уиллингема на экране, к сожалению, отсутствует».

## Оценка фильма критикой
Как написал после выхода фильма кинообозреватель «Нью-Йорк таймс» Босли Краузер, «главное, что было в романе и пьесе Колдера Уиллингема», а именно, «что жестокость и развращенность молодых людей вопреки здравому смыслу поощрялись и защищались „кодексом чести“, существовавшим в Южном военном училище», осталась за кадром. Вместо этого «мы получаем лишь отвратительную демонстрацию того, как один курсант использует свой ум и свою злою волю, чтобы „поквитаться“ с другим молодым человеком. А мистер Гарфейн своей постановкой породил в казарме ощущение тайны и злобы, вполне уместное для небольшой истории ужасов». Что же касается актёров, то, по словам Краузера, «от Бена Газзары в роли главного смутьяна мы получаем отталкивающий образ молодого злодея в деле… Он создает исключительный образ дьявольского ума, наглости и надменности, от которого кровь стынет в жилах». Другие актёры в ролях курсантов, по мнению критика, «также производят сильное впечатление. Пэт Хингл искренен и забавен как не слишком умный южный друг смутьяна. Джордж Пеппард решителен в роли первокурсника, который сопротивляется превращению в орудие зла. Артур Сторч вызывает презрение как трусливая „крыса“, а Джеймс Олсон кратко комичен и немного ничтожен в роли глупой футбольной звезды».
Современный историк кино Пол Татара назвал фильм «психологической драмой о морали в военной школе и о скрытом гомосексуализме». Как далее пишет Татара, фильм подавался как работа, «полностью выполненная актёрами и творческой группой Актёрской студии из Нью-Йорка, и это заметно. Здесь в изобилии продемонстрированы как сила, так и самолюбование этой конкретной школы исполнительского мастерства». Татара также отметил, что «даже несмотря на то, что под влиянием Администрации производственного кодекса некоторые сцены были в конце концов отцензурированы или сделаны менее откровенными, для своего времени это всё равно был шокирующий фильм, который стал предвестником крупных событий для некоторых его актёров».
По мнению Крейга Батлера, это «сильная и напряжённая, но в конечном счете неубедительная драма „своего времени“, которая воспринимается скорее как возможность для группы молодых (или моложавых) актёров показать свои достоинства, чем как целостный фильм». Как полагает Батлер, «сценарий Колдера Уиллингема, основанный на его книге и пьесе, получился слабым. Изначальная суровая критика разрушительного „кодекса чести“ в военной школе в значительной степени отсутствует в фильме», и, кроме того, «большинству современных зрителей сюжет покажется слишком надуманным и манипулятивным». Тем не менее, это «действительно выдающийся проект 1950-х годов, и историки кино и социальных наук оценят то, как он отражает атмосферу эпохи „бунтаря с причиной или без причины“». Что касается режиссёрской работы, то, по мнению Батлера, «Гарфейн ставит фильм грамотно, но несколько скучно; он в основном интересуется исполнителями, что прекрасно, но не уделяет должного внимания визуальной стороне фильма. К счастью, актёры достойны внимания, среди которых Газзара особенно пугающе хорош. Он чувствует себя полным хозяином, как и подобает его персонажу, и отвратительная харизма, которую он генерирует, невероятна. Он доминирует в картине, несмотря на хорошую игру других актёров, включая Джорджа Пеппарда».
Деннис Шварц отметил, «этот фильм пошёл вразрез с обычной голливудской продукцией», взяв за основу пьесу, «демонстрирующую утрату человеческого облика молодыми людьми, прикрывающимися „кодексом чести“, действовавшим в Южном военном колледже. Эта психологическая драма, которая опередила своё время, отобразив свирепствовавший в школе садизм, завуалированный намёками на скрытый гомосексуализм». И всё же, фильм «оставил за бортом большинство из того, что составляло ценность романа и пьесы». В любом случае создателям фильма «надо было проявить немалую смелость, чтобы в 1950-е годы ввести в фильм гомосексуальную тему, хотя и намного мягче, чем это сделано в пьесе». Подводя итог, Шварц пишет, что хотя «слишком многое было выкинуто из картины, чтобы она показала всю свою мощь, тем не менее, для своего времени она всё равно была шокирующей».